# Transporteur frigorifique
 (décembre 2015).
Si vous disposez d'ouvrages ou d'articles de référence ou si vous connaissez des sites web de qualité traitant du thème abordé ici, merci de compléter l'article en donnant les références utiles à sa vérifiabilité et en les liant à la section « Notes et références ».

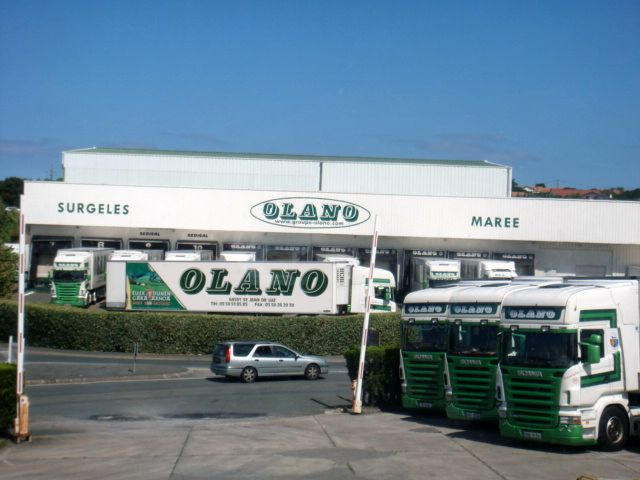
Des camions frigorifiques avec une caisse isotherme du Groupe Olano à Saint-Jean-de-Luz.

Les transporteurs frigorifiques effectuent toutes sortes de transports : distribution de surgelés, de viandes, de viandes en pendu, de fruits et de légumes.